# John McDowell
John Henry McDowell (Boksburg, 7 marzo 1942) è un filosofo sudafricano.
Dapprima ricercatore a Oxford, attualmente insegna all'università di Pittsburgh. Le sue pubblicazione spaziano su tutti i temi della riflessione filosofica, è noto in particolare per i suoi contributi alla filosofia della mente e alla filosofia del linguaggio. Il suo testo di maggior importanza è Mente e Mondo.

## Opere

### In inglese
- Plato: Theaetetus, translated with notes, Oxford, Clarendon Press, 1973. ISBN 0198720831
- Mind and World, Cambridge (Mass.), Harvard University Press, 1994. ISBN 0674576098
- Meaning, knowledge and reality, Cambridge (Mass.), Harvard University Press, 1998. ISBN 0674557778
- Mind, value, and reality, Cambridge (Mass.), Harvard University Press, 1998. ISBN 0674576136
- Having the world in view: essays on Kant, Hegel, and Sellars, Cambridge (Mass.), Harvard University Press, 2009. ISBN 9780674031654

### In italiano
- Mente e mondo, Torino, Einaudi, 1999. ISBN 978-88-06-14970-3